# L'Étrange Histoire de Mr. Anderson
Albums de Laylow
Trinity
(2020)
L'Étrange Histoire de Mr. Anderson est le deuxième album studio du rappeur français Laylow sorti le 16 juillet 2021.

## Liste des pistes
| 1.    | Un rêve étrange                      | Loubenski                                    | 1:56 |
| 2.    | Bonsoir mon vieil ami                | Loubenski                                    | 1:32 |
| 3.    | Iverson                              | Sofiane Pamart, Eazy Dew                     | 2:45 |
| 4.    | Window Shopper Part. 1               | Prinzly, Ponko                               | 1:37 |
| 5.    | Tu veux déjà me dire au revoir ?     | Ponko, Prinzly, BKH                          | 1:07 |
| 6.    | R9R-Line (feat. Damso)               | BKH                                          | 2:39 |
| 7.    | Ça va pas être possible...           | BKH                                          | 0:53 |
| 8.    | Window Shopper Part. 2 (feat. Hamza) | Ikaz Boi, Clyde P                            | 3:13 |
| 9.    | Stuntmen (feat. Wit. & Alpha Wann)   | Sofiane Pamart, Mingo4u, SBOY, Binks Beatz   | 3:24 |
| 10.   | NightShop BlaBla                     | Thomas André                                 | 1:35 |
| 11.   | Voir le monde brûler                 | Sofiane Pamart, DJ Idem, Mingo4u             | 5:15 |
| 12.   | Que la pluie                         | Ikaz Boi                                     | 2:41 |
| 13.   | + de pluie...                        | Thomas André                                 | 1:17 |
| 14.   | Spécial (feat. Nekfeu & Fousheé)     | VM The Don                                   | 3:51 |
| 15.   | Lost Forest                          | Mingo4u                                      | 4:35 |
| 16.   | C'est eux contre nous                | Benzène                                      | 1:23 |
| 17.   | Help !!!                             | Dioscures, Ponko, Ikaz Boi, Loubenski        | 1:59 |
| 18.   | Tu comprends maintenant ?            | Benzène                                      | 1:22 |
| 19.   | Fallen Angels (feat. Slowthai)       | Kwes Darko, Selman, Sacha Rudy, Kelvin Krash | 3:14 |
| 20.   | Une histoire étrange                 | Selman, Sofiane Pamart                       | 4:37 |
| 50:55 |                                      |                                              |      |

## Clips vidéos
- Stuntmen (feat. Wit. & Alpha Wann) : 14 juin 2021
- Spécial (feat. Nekfeu & Fousheé) : 23 août 2021

## Titres certifiés en France
- Spécial (feat. Nekfeu & Fousheé)  Diamant[2]
- Une histoire étrange  Diamant[3]
- R9R-Line (feat. Damso)  Diamant[4]
- Iverson  Platine[5]
- Stuntmen (feat. Wit. & Alpha Wann)  Or[6]
- Window Shopper Part. 2 (feat. Hamza)  Or[7]
- Voir le monde brûler  Or[8]
- Help !!!  Or[9]
- Window Shopper Part. 1  Or

## Accueil commercial
L'album s'écoule à 34 446 exemplaires lors de sa première semaine d'exploitation, soit le troisième meilleur démarrage rap de l’année derrière les albums JVLIVS II de SCH et Ultra de Booba.
Trois semaines après, le 6 août 2021, les chiffres tombent et il atteint 51 348 équivalents ventes, ce qui lui permet de recevoir un disque d'or.
Quelques mois plus tard, le 17 novembre 2021, Laylow décroche le premier disque de platine de sa carrière.

## Accueil critique
L'album est majoritairement bien reçu par la presse comme par la critique : Les Inrocks parle ainsi d'un « édifice parfois branlant, mais terriblement attachant d’originalité et de prises de risques ».
20 Minutes qualifie l'album de « projet à écouter et réécouter pour en saisir toutes les subtilités et la virtuosité du rappeur, décidément l’un des plus créatifs de son époque ».
Mouv' : « Dans un univers sombre et de plus en plus délirant, Laylow finit par s'épanouir, et choisit la voie obscure, celle de l'art et de la folie ».
Konbini : « Si l’histoire est beaucoup plus fluide dès la première écoute que le concept qu’il avait développé sur Trinity, le message reste pour autant au moins aussi fort[réf. nécessaire] ».

## Certifications et classements

### Classements
| Classement (2021)            | Meilleure position |
| ---------------------------- | ------------------ |
| Belgique (Wallonie Ultratop) | 1                  |
| Belgique (Flandre Ultratop)  | 20                 |
| France (SNEP)                | 1                  |
| Suisse (Schweizer Hitparade) | 4                  |

### Certifications et ventes
| Région        | Certification | Ventes/Streams |
| ------------- | ------------- | -------------- |
| France (SNEP) | 2 × Platine   | 200 000        |